# Katja Walder
Katja Walder ist das Pseudonym der Journalistin, Autorin und Radiomoderatorin Franziska von Grünigen. Unter dem Namen Katja Walder verfasste die Zürcherin von 2019 bis Januar 2020 wöchentlich eine Pendlerkolumne für die SBB. 2008 bis 2018 schrieb sie die Pendlerkolumne «Abgefahren!» für die Schweizer Pendlerzeitung Blick am Abend.

## Entstehungsgeschichte
Im Jahr 2008 suchte Blick am Abend Beiträge für die Rubrik «Die Kolumne», worauf von Grünigen einen Beitrag unter dem Pseudonym Katja Walder einreichte. Via SMS konnte man damals darüber abstimmen, ob der Autor oder die Autorin weiterschreiben darf. Von Grünigen wurde 19-mal weitergewählt und bekam daraufhin auf Wunsch der Leser eine fixe Kolumne, die 10 Jahre lang bis 21. Dezember 2018 zwei Mal pro Woche unter dem Namen «Abgefahren!» erschien und Katja Walder so mit mehr als einer halben Million Blick am Abend-Lesern (Stand: 2017) nationale Bekanntheit verschafft hat.
Mit einer Fake-Kolumne im Dezember 2018 machte sich Katja Walder auf die Suche nach einem neuen Arbeitsplatz – und wurde bald schon fündig: Seit dem 31. Januar 2019 schreibt Katja Walder wöchentlich jeweils am Donnerstag für SBB News.
Entstanden ist der Name Katja Walder nach eigener Aussage innerhalb von 5 Sekunden aus der Überlegung heraus einen möglichst gewöhnlichen Namen zu benutzen.

## Bücher
- Abgefahren! Im Zug mit Katja Walder. Pendlergeschichten. Limmat-Verlag, Zürich 2012, ISBN 978-3-85791-692-2.
- Abgefahren! Im Zug mit Katja Walder. Pendlergeschichten (erweiterte Version mit Hörbuch). Limmat-Verlag, Zürich 2012, ISBN 978-3-85791-910-7.
- Der Pendler-Knigge. 99 Gebote für den ÖV. Beobachter, Zürich 2018, ISBN 978-3-03875-115-1.

## Nominierungen
- Journalistin des Jahres 2014 (Franziska von Grünigen unter dem Pseudonym Katja Walder)[7]
- Kolumnistin des Jahres 2014 (Franziska von Grünigen unter dem Pseudonym Katja Walder)[7]